# جاذبية (فلم)
جاذبية (بالإنجليزية: Gravity) هو فيلم إثارة ودراما أمريكي بريطاني ثلاثي الأبعاد من إخراج ألفونسو كوارون، الذي قام بتأليفه مع ابنه جوناس كوارون. الفيلم من بطولة ساندرا بولوك وجورج كلوني.
في الفيلم، المهندسة الطبية راين ستون ترسل في أول مهمة مكوك فضاء لها برفقة رائد فضاء مخضرم مات كاوسكي، الذي يقود مهمته الأخيرة. خلال المشي في الفضاء، يرتطم حطام قمر صناعي بالمكوك ويدمره تقريباً، تاركاً الاثنين في الفضاء مع كمية محدودة من الهواء. يتوجب على الاثنين العمل للنجاة، دون وسائل اتصال بالأرض.
افتتح الفيلم في مهرجان البندقية السينمائي في أغسطس 2013، وحظي بردود فعل إيجابية جداً. المخرج جيمس كاميرون وصفه «أفضل فيلم فضاء على الإطلاق». صدر الفيلم في الولايات المتحدة وكندا في 4 أكتوبر 2013، وفي 9 أكتوبر في مصر وفي 17 أكتوبر في لبنان والإمارات.
فاز الفيلم بسبع جوائز في حفل توزيع جوائز الأوسكار السادس والثمانين، وهو صاحب الحصة الأكبر من جوائز الأوسكار. وفاز الفيلم أيضًا بست جوائز بافتا منها أفضل مخرج، كما فاز بجائزة غولدن غلوب لأفضل مخرج بالإضافة إلى سبع جوائز اختيار النقاد للأفلام.

## قصة الفيلم
تدور أحداث الفيلم حول مهمة لرواد فضاء تابعين لوكالة الفضاء الأمريكية ناسا تتعلق بتيليسكوب في الفضاء ثم يتم تنبيههم أن روسيا قد أطلقت صاروخا لتدمير قمر صناعي قريب منهم وأن حطام هذا القمر سيمر عليهم في أي لحظة وأن عليهم إنهاء المهمة فورا. تستمر الأحداث الدرامية للفيلم وتتعرض مركبة الفضاء لإصابات بالغة لا تمكن رائدة الفضاء التي تلعب دورها ساندرا بولوك من العودة إلى الأرض مما يدفعها في النهاية إلى محاولة إيجاد وسيلة عبر محطة فضاء دولية تابعة للصين للعودة إلى الأرض باستخدام كبسولة صغيرة لتكون الناجية الوحيدة من هذا الحادث.

## الجوائز
جوائز الأوسكار التي حصل عليها هذا الفيلم خلال حفل توزيع الجوائز عام 2014، هي:
1. جائزة أفضل مخرج «ألفونسو كوارون».
2. جائزة أفضل تصوير.
3. جائزة أفضل مكساج صوت.
4. جائزة أفضل صوت.
5. جائزة أفضل فيلم في فئة المؤثرات البصرية.
6. جائزة أفضل موسيقى تصويرية.
7. جائزة أفضل مونتاج.

## روابط خارجية
- الموقع الرسمي
- مقالات تستعمل روابط فنية بلا صلة مع ويكي بيانات
- جاذبية في قاعدة بيانات الأفلام العربية